# Francia (película)
Francia es una película argentina dirigida por el director uruguayo Israel Adrián Caetano sobre su propio guion, cuyos principales intérpretes son Natalia Oreiro, Milagros Caetano, Lautaro Delgado, Daniel Valenzuela, Mónica Ayos, Lola Berthet y Violeta Urtizberea. Fue estrenada en Argentina el 17 de junio de 2010 y su trama se refiere a la vida de una familia vista desde el punto de vista de su pequeña hija.

## Sinopsis
Mariana (Milagros Caetano), una niña en edad escolar que prefiere que la llamen Gloria y que está con sus auriculares siempre listos para escapar de lo malo, narra su visión del mundo pasado y presente de sus padres (interpretados por Natalia Oreiro y Lautaro Delgado), separados cuando ella todavía era muy pequeña. El padre había dejado el departamento de su actual pareja y piensa que una alternativa es alquilarle un cuarto a su exesposa. A través de la mirada de la niña pasan la violencia que siempre asoma entre Cristina y Carlos, sus historias, el amor incondicional que sienten por ella y los esfuerzos por salir de la angustiante situación económica.

## Estreno
El filme fue exhibido en el Festival Internacional de Cine de Mar del Plata, en el Festival Pantalla Pinamar en marzo de 2010, en el Festival Internacional de Cine de Venecia en septiembre de 2009 y en el Festival Internacional de Cine de San Sebastián en el mismo mes.

## Reparto
- Natalia Oreiro: Cristina
- Milagros Caetano: Mariana
- Lautaro Delgado: Carlos
- Daniel Valenzuela: Dr. Funes
- Mónica Ayos: Sandra
- Lola Berthet: Psicopedagoga
- Violeta Urtizberea: Maestra
- Rogelio Gracia: Portero Héctor
- Timothé Bosch: Franco
- Agustina Lecouna: Dueña de fábrica
- Susana Pampín: Norma
- Francisca Mauas: Camila
- Flor Cosma: Carina
- Pacho Guerty: Enfermero
- Stella Gallazzi: Directora de la escuela privada
- Judith Schmorak: Directora de la escuela pública
- Daniel García: Perito policial

## Críticas
La crónica de Claudio D. Minghetti para La Nación destaca que el filme es una historia de gente común en la que Natalia Oreiro confirma no sólo su versatilidad, ya descubierta por el cine en sus últimas películas, sino además su rigor para papeles que implican un compromiso cada vez más grande. La actriz, que es quien mejor aparece recortada en el relato protagoniza escenas memorables como la del parto y la de la descompostura tras un exceso de alcohol. También sobresalen Delgado en el papel del padre que a pesar de su inestabilidad emocional y laboral sabe cómo poner las cosas en su lugar en una reunión en el colegio de su hija, y Daniel Valenzuela, que se destaca con su impar psiquiatra, que de atender en un hospital público termina, muy feliz, asistiendo a policías. 
Luciano Monteagudo, crítico de Página/12, señala que es un filme de bajo presupuesto, de carácter casero, familiar. Una película de cámara, con pocos personajes y locaciones reales, protagonizada por su propia hija, a quien le sumó algunos nombres muy populares en la televisión (Oreiro, Mónica Ayos) para representar estos personajes que viven el día a día como pueden, tratando de mantener apenas su fuente de trabajo. El filme se desarrolla desde la mirada fantasiosa de Mariana, pero el director no siempre la respeta y por lo tanto pierde en rigor y concisión. La película entra y sale constantemente de ese punto de vista y esa desprolijidad se extiende a todo el relato. Pese a que la película se pretende realista y se ocupa de personajes de todos los días en sus ámbitos de trabajo, el verosímil cinematográfico deja mucho que desear. La grotesca reunión de burgueses “progres” a la que asiste Cristina como mucama, por ejemplo, va más allá del estereotipo para convertirse en un retrato elemental y redundante, filmado con recursos (distorsión de la imagen y el sonido) que parecen propios del viejo cine argentino y no de la nueva guardia. Por otra parte, en las reiterativas escenas en el colegio privado al que asiste Mariana, directivas y docentes aparecen filmadas como meros monstruos. El crítico rescata la actuación de Natalia Oreiro, de quien dice aporta la mayor cuota de verdad y presencia cinematográfica.